# Natuurlijk evenwicht
Natuurlijk,  ecologisch of biologisch evenwicht is de toestand van een ecosysteem, waarbij de grootte van de populatie van elke soort schommelt om een bepaalde waarde. De kwalitatieve aard en de kwantitatieve waarde van de verschillende levende en niet-levende elementen van een ecosysteem blijven min of meer gelijk, er is sprake van een evenwichtssituatie.
Het concept 'ecologisch evenwicht' als biologische vakterm is problematisch geworden, en wordt niet meer gebruikt in de oorspronkelijke betekenis van de definitie. De term wordt tegenwoordig buiten een wetenschappelijke context, als waardeoordeel gebruikt.
Een dergelijk "evenwicht" kan verstoord worden, wanneer er zich veranderingen voordoen in een van de biotische of abiotische, samenstellende delen van een ecosysteem.
Zowel bij zeer dynamische als bij stabiele ecosystemen, zowel in het pionierstadium als in het climaxstadium, kan er natuurlijk evenwicht zijn. Men onderscheidt een evenwicht ten gevolge van weerstand (resistence) of ten gevolge van veerkracht (resilience). In het eerste geval zal een verstorende ingreep slechts weinig effect hebben, in het laatste geval is er een mogelijk groot effect, maar keert het ecosysteem snel weer terug naar de evenwichtstoestand.